# Fourth Division 1961-1962
La Fourth Division 1961-1962 è stato il 4º campionato inglese di calcio di quarta divisione. Il titolo di campione di lega è stato vinto dai londinesi del Millwall, che sono saliti in Third Division insieme a Colchester United (2º classificato e subito risalito nella categoria superiore), Wrexham (3º classificato) e Carlisle United (4º classificato).
Capocannoniere del torneo è stato Bobby Hunt (Colchester United) con 37 reti.

## Stagione

### Novità
Al termine della stagione precedente, insieme alla matricola Peterborough United, laureatasi campione della Fourth Division al debutto in Football League, salirono in Third Division anche: il Crystal Palace (2º classificato), il Northampton Town (3º classificato) ed il Bradford Park Avenue (4º classificato).
Queste squadre furono rimpiazzate dalla quattro retrocesse provenienti dalla divisione superiore: Tranmere Rovers, Bradford City, Colchester United e Chesterfield.
L'Exeter City, il Barrow, l'Hartlepool United ed il Chester, che occuparono le ultime quattro posizioni della classifica, vennero rieletti in Football League dopo una votazione che ebbe il seguente responso:
| Club                   | Lega                     | Voti | Verdetto   |
| ---------------------- | ------------------------ | ---- | ---------- |
| Chester                | Fourth Division          | 45   | Rieletto   |
| Exeter City            | Fourth Division          | 44   | Rieletto   |
| Barrow                 | Fourth Division          | 35   | Rieletto   |
| Hartlepool United      | Fourth Division          | 32   | Rieletto   |
| Oxford United          | Southern League          | 19   | Non eletto |
| Bedford Town           | Southern League          | 4    | Non eletto |
| Wigan Athletic         | Lancashire Combination   | 4    | Non eletto |
| Chelmsford City        | Southern League          | 3    | Non eletto |
| Cambridge City         | Southern League          | 3    | Non eletto |
| Gateshead              | Northern Counties League | 2    | Non eletto |
| Hereford United        | Southern League          | 1    | Non eletto |
| Kettering Town         | Southern League          | 1    | Non eletto |
| Romford                | Southern League          | 1    | Non eletto |
| Scarborough            | Northern Counties League | 1    | Non eletto |
| South Shields          | Northern Counties League | 1    | Non eletto |
| Bexleyheath & Welling  | Southern League          | 0    | Non eletto |
| Gravesend & Northfleet | Southern League          | 0    | Non eletto |
| King's Lynn            | Southern League          | 0    | Non eletto |
| Morecambe              | Lancashire Combination   | 0    | Non eletto |

### Formula
Le prime quattro classificate venivano promosse in Third Division, mentre le ultime quattro erano sottoposte al processo di rielezione.

## Squadre partecipanti
| Squadra            | Città               | Stadio              | Stagione precedente                     |
| ------------------ | ------------------- | ------------------- | --------------------------------------- |
| Accrington Stanley | Accrington          | Peel Park           | 18º posto in Fourth Division            |
| Aldershot          | Aldershot           | Recreation Ground   | 10º posto in Fourth Division            |
| Barrow             | Barrow-in-Furness   | Holker Street       | 22º posto in Fourth Division, rieletto  |
| Bradford City      | Bradford            | Valley Parade       | 22º posto in Third Division, retrocesso |
| Carlisle United    | Carlisle            | Brunton Park        | 19º posto in Fourth Division            |
| Chester            | Chester             | Sealand Road        | 24º posto in Fourth Division, rieletto  |
| Chesterfield       | Chesterfield        | Saltergate          | 24º posto in Third Division, retrocesso |
| Colchester United  | Colchester          | Layer Road          | 23º posto in Third Division, retrocesso |
| Crewe Alexandra    | Crewe               | Gresty Road         | 9º posto in Fourth Division             |
| Darlington         | Darlington          | Feethams Ground     | 7º posto in Fourth Division             |
| Doncaster Rovers   | Doncaster           | Belle Vue           | 11º posto in Fourth Division            |
| Exeter City        | Exeter              | St James Park       | 21º posto in Fourth Division, rieletto  |
| Gillingham         | Gillingham          | Priestfield Stadium | 15º posto in Fourth Division            |
| Hartlepool United  | Hartlepool          | Victoria Park       | 23º posto in Fourth Division, rieletto  |
| Mansfield Town     | Mansfield           | Field Mill          | 20º posto in Fourth Division            |
| Millwall           | Londra (Bermondsey) | The Den             | 6º posto in Fourth Division             |
| Oldham Athletic    | Oldham              | Boundary Park       | 12º posto in Fourth Division            |
| Rochdale           | Rochdale            | Spotland Stadium    | 17º posto in Fourth Division            |
| Southport          | Southport           | Haigh Avenue        | 14º posto in Fourth Division            |
| Stockport County   | Stockport           | Edgeley Park        | 13º posto in Fourth Division            |
| Tranmere Rovers    | Birkenhead          | Prenton Park        | 21º posto in Third Division, retrocesso |
| Workington         | Workington          | Borough Park        | 8º posto in Fourth Division             |
| Wrexham            | Wrexham             | Racecourse Ground   | 16º posto in Fourth Division            |
| York City          | York                | Bootham Crescent    | 5º posto in Fourth Division             |

## Classifica finale
|  | Pos. | Squadra            | Pt | G  | V  | N  | P  | GF  | GS  | QR    |
|  | ---- | ------------------ | -- | -- | -- | -- | -- | --- | --- | ----- |
|  | 1    | Millwall           | 56 | 44 | 23 | 10 | 11 | 87  | 62  | 1.403 |
|  | 2    | Colchester Utd     | 55 | 44 | 23 | 9  | 12 | 104 | 71  | 1.465 |
|  | 3    | Wrexham            | 53 | 44 | 22 | 9  | 13 | 96  | 56  | 1.714 |
|  | 4    | Carlisle Utd       | 52 | 44 | 22 | 8  | 14 | 64  | 63  | 1.016 |
|  | 5    | Bradford City      | 51 | 44 | 21 | 9  | 14 | 94  | 86  | 1.093 |
|  | 6    | York City          | 50 | 44 | 20 | 10 | 14 | 84  | 53  | 1.585 |
|  | 7    | Aldershot          | 49 | 44 | 22 | 5  | 17 | 81  | 60  | 1.350 |
|  | 8    | Workington         | 49 | 44 | 19 | 11 | 14 | 69  | 70  | 0.986 |
|  | 9    | Barrow             | 48 | 44 | 17 | 14 | 13 | 74  | 58  | 1.276 |
|  | 10   | Crewe Alexandra    | 46 | 44 | 20 | 6  | 18 | 79  | 70  | 1.129 |
|  | 11   | Oldham Athletic    | 46 | 44 | 17 | 12 | 15 | 77  | 70  | 1.100 |
|  | 12   | Rochdale           | 45 | 44 | 19 | 7  | 18 | 71  | 71  | 1.000 |
|  | 13   | Darlington         | 45 | 44 | 18 | 9  | 17 | 61  | 73  | 0.836 |
|  | 14   | Mansfield Town     | 44 | 44 | 19 | 6  | 19 | 77  | 66  | 1.167 |
|  | 15   | Tranmere           | 44 | 44 | 20 | 4  | 20 | 70  | 81  | 0.864 |
|  | 16   | Stockport County   | 43 | 44 | 17 | 9  | 18 | 70  | 69  | 1.014 |
|  | 17   | Southport          | 43 | 44 | 17 | 9  | 18 | 61  | 71  | 0.859 |
|  | 18   | Exeter City        | 37 | 44 | 13 | 11 | 20 | 62  | 77  | 0.805 |
|  | 19   | Chesterfield       | 37 | 44 | 14 | 9  | 21 | 70  | 87  | 0.805 |
|  | 20   | Gillingham         | 37 | 44 | 13 | 11 | 20 | 73  | 94  | 0.777 |
|  | 21   | Doncaster          | 29 | 44 | 11 | 7  | 26 | 60  | 85  | 0.706 |
|  | 22   | Hartlepool Utd     | 27 | 44 | 8  | 11 | 25 | 52  | 101 | 0.515 |
|  | 23   | Chester            | 26 | 44 | 7  | 12 | 25 | 54  | 96  | 0.563 |
|  | ---  | Accrington Stanley | 0  | 0  | 0  | 0  | 0  | 0   | 0   | 0     |

Legenda:
      Promosso in Third Division 1962-1963.
      Rieletto nella Football League.
      Ritirato dal campionato.
Regolamento:
Due punti a vittoria, uno a pareggio, zero a sconfitta.
A parità di punti le squadre venivano classificate secondo il quoziente reti.
Note:
L'Accrington Stanley si è ritirato dal campionato l'11 marzo 1962, dopo aver disputato 33 gare. I risultati conseguiti fino a quel momento sono stati annullati.